# جیانگ سویهوا
جیانگ سویهوا (انگلیسی: Jiang Cuihua؛ زادهٔ ۲ فوریهٔ ۱۹۷۵) دوچرخه‌سوار زن اهل چین بود.
وی در مسابقات کشوری و بین‌المللی در مجموع برندهٔ ۲ مدال نقره، ۲ مدال برنز شده‌است.